# Chalinolobus
Chalinolobus (Peters, 1867) è un genere di pipistrelli della famiglia dei Vespertilionidi.

## Descrizione

### Dimensioni
Al genere Chalinolobus appartengono pipistrelli di piccole dimensioni, con lunghezza della testa e del corpo tra 42 e 75 mm, la lunghezza dell'avambraccio tra 30 e 50 mm, la lunghezza della coda tra 32 e 60 mm e un peso fino a 18 g.

### Caratteristiche craniche e dentarie
Il cranio presenta un rostro corto e largo, una scatola cranica rotonda ed elevata e la bolla timpanica piccola. Gli incisivi superiori interni sono lunghi ed unicuspidati, mentre quelli inferiori sono trifidi. I canini sono semplici e ben sviluppati. I denti masticatori sono forniti di tutte le cuspidi.
Sono caratterizzati dalla seguente formula dentaria:

### Aspetto
La pelliccia è lunga. Il colore generale del corpo varia dal marrone scuro al nerastro, talvolta con le parti inferiori più chiare e con delle strisce bianche lungo i fianchi. La testa è rotonda, con la fronte alta, il muso è corto, largo e tronco, con due masse ghiandolari sui lati e le narici che si aprono lateralmente. Gli occhi sono piccoli. Le orecchie sono corte, triangolari e con l'estremità arrotondata. Il trago è corto, allargato verso l'estremità arrotondata ed inclinato in avanti, mentre l'antitrago si estende tramite un lobo rotondo fino all'angolo posteriore della bocca unito ad un altro piccolo lobo allungato sul labbro inferiore. Le membrane alari sono attaccate posteriormente alla base delle dita dei piedi, i quali sono piccoli. La coda è lunga e generalmente inclusa completamente nell'ampio uropatagio. Il calcar è ben sviluppato e fornito di una carenatura rotonda.

## Distribuzione
Il genere è diffuso in Nuova Guinea, Australia, Nuova Caledonia e Nuova Zelanda.

## Tassonomia
Il genere comprende 8 specie.
- Chalinolobus dwyeri
- Chalinolobus gouldii
- Chalinolobus morio
- Chalinolobus neocaledonicus
- Chalinolobus nigrogriseus
- Chalinolobus orarius
- Chalinolobus picatus
- Chalinolobus tuberculatus